# Carlos Prieto
Carlos Prieto (Mérida, 2 febbraio 1980) è un ex pallamanista spagnolo.

## Palmarès

### Olimpiadi
- 1 medaglia:
  - 1 bronzo (Pechino 2008)